# Abrunhosa (Alcobaça)
Abrunhosa era, em 1747, uma aldeia portuguesa no termo da Vila de Alcobaça. No secular pertencia à Comarca de Leiria, e no eclesiástico ao Patriarcado de Lisboa, situando-se na Província da Estremadura. Tinha na época doze fogos.